# بريكرفلد
بركرفلد (بالألمانية: Breckerfeld) هي بلدة ألمانية تقع في ألمانيا في دائرة ريفية إنبه رور ‏.  يقدر عدد سكانها بـ 9,313 نسمة .